# Обри (Арканзас)
Обри (енгл. Aubrey) град је у америчкој савезној држави Арканзас.

## Демографија
По попису из 2010. године број становника је 170, што је 51 (-23,1%) становника мање него 2000. године.
| Група             | 2000.       | 2010.       |
| Белци             | 147 (66,5%) | 116 (68,2%) |
| Афроамериканци    | 67 (30,3%)  | 50 (29,4%)  |
| Азијати           | 0 (0,0%)    | 0 (0,0%)    |
| Хиспаноамериканци | 9 (4,1%)    | 2 (1,2%)    |
| Укупно            | 221         | 170         |